# HMS Rose (K102)
HMS Rose (K102) je bila korveta razreda flower Kraljeve vojne mornarice, ki je bila operativna med drugo svetovno vojno.

## Zgodovina
31. oktobra 1941 so ladjo predali Kraljevi norveški vojni mornarici, kjer so jo preimenovali v KNM Rose (K102).